# Сухая (Хорватія)
45°43′ пн. ш. 16°38′ сх. д. / 45.72° пн. ш. 16.63° сх. д.
Сухая (хорв. Suhaja) — населений пункт у Хорватії, в Б'єловарсько-Білогорській жупанії у складі міста Чазма.

## Населення
Населення за даними перепису 2011 року становило 204 осіб.
Динаміка чисельності населення поселення: